# جوني كينغ (لاعب كرة قدم)
جوني كينغ (بالإنجليزية: Johnny King)‏ (9 أغسطس 1932 في المملكة المتحدة - 2 أبريل 2025) هو لاعب كرة قدم بريطاني في مركز الهجوم. لعب مع ستوك سيتي وكارديف سيتي ونادي كرو ألكساندرا.

## وصلات خارجية
- جوني كينغ على موقع قاعدة بيانات كرة القدم.إي يو (الإنجليزية)